# عمو و برادرزاده
عمو و برادرزاده (به هندی: Chacha Bhatija) فیلمی محصول سال ۱۹۷۷ و به کارگردانی منموهان دسای است. در این فیلم بازیگرانی همچون درمندرا، هما مالینی، راندهیر کاپور، یوگتا بالی ایفای نقش کرده‌اند.

## بازیگران و صداپیشگان
| نقش       | بازیگر          | دوبلُر              |
| شانکر     | درمندرا         | ایرج ناظریان       |
| سوندر     | راندهیر کاپور   | منصور غزنوی        |
| مالا      | هما مالینی      | زهره شکوفنده       |
| پینکی     | یوگتا بالی      | مهین برزویی        |
| لاکشمیداس | جیوان           | محمدرضا زندی       |
| تجا       | رحمان           | سیامک اطلسی        |
| سیتا      | ایندرانی موکرجی | زهرا آقارضا        |
| سونیا     | سونیا ساهنی     | ایران بزرگمهری راد |
| تونی      | دو کومار        | ولی الله مومنی     |
| گل خان    | انور حسین       | جواد پزشکیان       |
| کیرن      | روپش کومار      | تورج نصر           |